# Народна мудрість (анімаційна серія)
«Народна мудрість» — український анімаційний цикл із 50 короткометражних серій режисерів Степана Коваля та Володимира Задорожного за мотивами українських прислів'їв та приказок.

## Сюжет
У «Народній мудрості» за допомогою прислів'їв і приказок відображається уся багатоманітність та різнобарв'я українського колориту.

## Нагороди
На Універсальному багатокультурному фестивалі кіно (Лос-Анджелес), який відбувся протягом 12 — 14 квітня 2013 року «Народна мудрість» була визнана найкращою в номінації анімаційних короткометражних фільмів. У цілому учасниками фестивалю стали понад 20 країн.